# يوكو كاميو
كاميو بوكو (باليابانية: 神尾 葉子، بالروماجي: Kamio Yōko) ولدت في 29 يونيو، 1966. هي مانغاكا وكاتبة. أشهر أعمالها هي مانغا فتيان قبل الزهور (باليابانية: 花より男子، بالروماجي: Hana Yori Dango)، التي فازت بجائزة شوغاكوكان للمانغا في 1996. عملها ترجم ووزع في آسيا، وأوروبا، وأمريكا الشمالية.

## سيرتها

### فتيان قبل الزهور
فتيان قبل الزهور سلسلت في مجلة شوئيشا مارغريت من أكتوبر 1992 إلى سبتمبر 1992 وجمعت في 37 مجلد. المانغا رخصت من قبل فيز ميديا لتنشر في الولايات المتحدة. في يوليو 2006، نشرت قصة قصيرة مبنية على المانغا في العدد 15 من مجلة مارغريت. 

## أعمالها
- انو ني هي إتاي (1989)
- سايونارا أو اريغاتو (1989)
- سكي سكي دايسكي (1990)
- مِري-سان نو هيجيتسو (1991-1992، 5 مجلدات)
- فتيان قبل الزهور (1993-2003، 37 مجلدات)
- كات ستريت (2004-2007، 8 مجلدات)
- ماتسوري سبشل  (2008-2009، 4 مجلدات)
- تورا نو أوكامي (2009-2012، 6 مجلدات)
- كراون اوف ثورنز  (2013-2014, مجلدان)[4]
- فتيان قبل الزهور الموسم 2 (2015-)[5]

## روابط خارجية
- يوكو كاميو على موقع ANN person (الإنجليزية)